# Ted Knight
Ted Knight, właśc. Tadeusz Władysław Konopka (ur. 7 grudnia 1923 w Terryville, zm. 26 sierpnia 1986 w Pacific Palisades) – amerykański aktor. 
Odtwórca roli Teda Baxtera w sitcomie CBS The Mary Tyler Moore Show (1970–1977), za którą został dwukrotnie uhonorowany nagrodą Emmy, a także dwukrotnie otrzymał nominację do nagrody Złotego Globu i czterokrotnie do nagrody Emmy. 
30 stycznia 1985 otrzymał własną gwiazdę w Alei Gwiazd w Los Angeles znajdującą się przy 6673 Hollywood Boulevard.

## Filmografia

### Filmy
- 1960: Psychoza jako policjant otwierający drzwi w przedpokoju (niewym. w czołówce)
- 1962: Gołąb, który ocalił Rzym jako Steve
- 1967: Odliczanie jako Walter Larson
- 1970: MASH – dialog poza sceną (głos)
- 1980: Golfiarze jako sędzia Elihu Smails

### Seriale
- 1959: Strzały w Dodge City jako Jay Rabb
- 1959: Peter Gunn jako Poole
- 1960: Alfred Hitchcock przedstawia jako Pan Maynard
- 1961: Bonanza jako Halloran
- 1961: Nietykalni jako kongresmen Oliver
- 1961: Doktor Kildare jako Henryk
- 1962: Combat! jako niemiecki kapitan
- 1961: Nietykalni jako Turnley
- 1963: Combat! jako Kurt
- 1964: Strzały w Dodge City jako ranczer Bill Miller
- 1964: Combat! jako niemiecki sierżant
- 1966: Ścigany jako dr Rains / porucznik Mooney
- 1966: Bonanza jako major Amos Garrett
- 1966: Combat! jako porucznik Herlmoch
- 1973: Star Trek: Seria animowana jako Carter Winston / sprzedawca (głos)
- 1973: Detektyw Pchełka na tropie – głos
- 1980: Statek miłości jako Tom McMann
- 1982: Statek miłości jako kapitan Gunner Nordquist
- 1983: Statek miłości jako Barney Gordon